# Only Slightly Mad
Only Slightly Mad è un album in studio del musicista statunitense David Bromberg, accreditato alla David Bromberg Band e pubblicato nel 2013.

## Tracce
1. Nobody's Fault but Mine (Blind Willie Johnson) – 4:46
2. Keep On Drinkin' (Big Bill Broonzy, arr. David Bromberg) – 3:49
3. Drivin' Wheel (David Wiffen) – 6:49
4. I'll Take You Back (Rick Estrin, Donald Woodruff) – 8:33
5. Medley – 5:07
  - The Strongest Man Alive (Bromberg)
  - Maydelle's Reel (Kelly Lancaster)
  - Jenny's Chickens (tradizionale, arr. Bromberg & Larry Campbell)
6. Last Date (Floyd Cramer, Conway Twitty) – 6:18
7. Nobody Knows the Way I Feel This Mornin' (Tom Delaney, Pearl Delaney) – 6:35
8. The Fields Have Turned Brown (Carter Stanley) – 3:56
9. Medley – 4:42
  - Cattle in the Cane (tradizionale, arr. Bromberg)
  - Forked Deer (tradizionale, arr. Bromberg)
  - Monroe's Hornpipe (Bill Monroe)
10. I'll Rise Again (Bromberg) – 3:51
11. World of Fools (Bromberg) – 3:18
12. You've Got to Mean It Too (Bromberg) – 4:08

## Formazione

### Gruppo
- David Bromberg – chitarra elettrica, chitarra acustica, mandolino, voce
- Mark Cosgrove – chitarra elettrica, chitarra acustica, mandolino, cori
- Nate Grower – violino
- Butch Amiot – basso, cori
- Josh Kanusky – batteria
- John Firmin – sassofono, clarinetto
- Peter Ecklund – tromba

### Musicisti addizionali
- Larry Campbell – chitarra elettrica, chitarra acustica, pedal steel guitar, chitarra resofonica
- Harvey Tibbs – trombone
- Brian Mitchell – tastiere
- John Sebastian – armonica
- John McEuen – banjo
- Johnny Duke – chitarra elettrica
- John Roberts – voce
- Tony Barrand – voce
- Nancy Josephson – voce
- Kathleen Weber – voce
- Amy Helm – voce
- Teresa Williams – voce